# Seagrove
Seagrove es un pueblo ubicado en el condado de Randolph y en el estado estadounidense de Carolina del Norte. La localidad en el año 2000, tenía una población de 246 habitantes en una superficie de 1.9 km², con una densidad poblacional de 130.8 personas por km².

## Geografía
Seagrove se encuentra ubicado en las coordenadas 35°32′32″N 79°46′41″O / 35.54222, -79.77806. Según la Oficina del Censo, la localidad tiene un área total de 1,9 km² (0,7 mi²), de la cual 1,9 km² (0,7 mi²) es tierra y 0 km² (0 mi²) (0.0%) es agua.

### Localidades adyacentes
El siguiente diagrama muestra a las localidades en un radio de 24 kilómetros (14,9 mi) de Seagrove.

## Demografía
En el 2000 la renta per cápita promedia del hogar era de $31.250, y el ingreso promedio para una familia era de $40.750. El ingreso per cápita para la localidad era de $15.824. En 2000 los hombres tenían un ingreso per cápita de $25.625 contra $19.327 para las mujeres. Alrededor del 9.0% de la población estaba bajo el umbral de pobreza nacional.